# إيما هيمينج
إيما هيمينج ويليس (بالإنجليزية: Emma Heming Willis)‏ (مواليد 18 يونيو 1978 في مالطا) عارضة أزياء وممثلة ومنتجة إنجليزية، اشتهرت بكونها زوجة بروس ويليس من منذ 21 مارس 2009 لديهم طفلان، وعن دورها في فيلم ريد 2 (2013).

## روابط خارجية
- إيما هيمينج على موقع IMDb (الإنجليزية)
- إيما هيمينج على موقع ألو سيني (الفرنسية)
- إيما هيمينج على موقع أول موفي (الإنجليزية)
- إيما هيمينج على موقع قاعدة بيانات الفيلم (الإنجليزية)
- إيما هيمينج على موقع كينوبويسك (الروسية)
- إيما هيمينج على موقع دليل عارضات الأزياء (الإنجليزية)